# Февраль (фильм, 2016)
«Февра́ль» (англ. February, также известен под названием англ. The Blackcoat’s Daughter) — канадско-американский художественный фильм, режиссёрский дебют Осгуда Перкинса. Сценарий фильма был готов в 2012 году, а съёмочный период завершился в 2015 году. С целью продажи прокатных прав и поиска дистрибьюторов он был представлен в рамках закрытого показа на кинофестивале в Торонто. Впервые в прокат фильм был выпущен в Великобритании, Мексике и Франции в сентябре, октябре и ноябре 2016 года соответственно, а в прокат США вышел только в феврале 2017 года, уже после выхода в свет второго фильма режиссёра — «Я прелесть, живущая в доме» (2016).
Фильм получил хорошие отзывы критиков. Музыка к фильму была написана Элвисом Перкинсом, младшим братом режиссёра, который до того никогда не сотрудничал с братом и не писал музыку для фильмов.

## Сюжет
Фильм разделён на три части, посвящённые трём девушкам (Роуз, Джоан и Кэт), хотя все три сюжета перекрещиваются по ходу повествования.
Роуз и Кэт учатся в католической школе для девочек в Брэмфорде в штате Нью-Йорк. В феврале перед каникулами всех девочек на неделю забирают родители, однако за Роуз и Кэт никто не приезжает. Ранее из разговора Роуз с подругой становится ясно, что она подозревает, что беременна и, вероятно, намеренно обманула родителей относительно дня начала каникул. Кэт накануне видит сон, в котором её родители погибают в автокатастрофе. Директор школы звонит её родителям, но телефон не отвечает. Роуз и Кэт остаются на ночь в школе с двумя работающими там женщинами. Вечером Роуз говорит Кэт, что про этих женщин ходят слухи, будто они поклоняются дьяволу. Хотя более старшую Роуз директор попросил присматривать за более младшей Кэт, Роуз вечером выходит из школы, чтобы встретиться с бойфрендом. Когда они возвращаются, парень просит Роуз позвонить ему, но она отвечает, что позаботится обо всём сама. В пустынной школе Роуз слышит странные звуки и затем находит Кэт в подвале, где та постоянно кланяется, стоя на коленях перед работающим и светящимся бойлером. Роуз приводит Кэт в комнату и та ложится в кровать, говоря, что её родители погибли. Ночью тело Кэт изгибается в конвульсиях.
Параллельно разворачивается история Джоан, которая зимним вечером оказывается на автовокзале. Она звонит по телефону-автомату, но никто не отвечает. Когда она сидит одна на вокзале, пожилой мужчина по имени Билл предлагает подвезти её. Она говорит, что ей нужно в Портсмит, а Билл с женой направляются в Брэмфорд, находящийся рядом. Из флешбэков становится ясно, что Джоан сбежала из психиатрической клиники, а имя Джоан взяла из водительского удостоверения убитой ею женщины. Джоан засыпает в машине, и Билл с женой останавливаются в гостинице, где Билл на вопрос Джоан, зачем он помогает ей, говорит, что она напоминает ей о его погибшей девять лет назад дочери. Билл показывает Джоан фото дочери, и на фото оказывается Роуз, причём кажется, что Джоан узнаёт Роуз, хотя скрывает это.
Утром за завтраком с Роуз и двумя сотрудницами школы Кэт ведёт себя странно: она отказывается молиться, оскорбляет служительницу, её рвёт. Внезапно звонит телефон и директор школы сообщает, что скоро приедет, хотя до конца каникул его появление не ожидалось. Мистер Гордон приезжает с полицейским и видит, что обе служительницы убиты и у них отрезаны головы. Из флэшбека становится ясно, что накануне в Кэт вселился дьявол, который сообщил ей о предстоящей смерти её родителей и приказал убивать. Кэт также убивает Роуз. Прибывший с мистером Гордоном полицейский находит Кейт в подвале рядом с бойлером, возле неё лежат три отрезанные головы жертв. Она поднимает нож и славит дьявола, а полицейский повторяет, что она должна бросить нож или он будет стрелять.
Позже Кэт показана привязанной к кровати, вероятно, в тюремной больнице. К ней приходит священник из школы и проводит обряд экзорцизма, изгоняя дьявола. Хотя Кейт просит дьявола остаться, тот (в образе тени с рогами) исчезает.
Когда Билл проезжает мимо Брэдфорда, Джоан говорит, что ей плохо, и просит остановить. Она достаёт нож и убивает родителей Роуз, отрезая им головы. Затем она пробирается в закрытое здание школы, которая, по-видимому, не работала после произошедших в ней убийств. Становится понятно, что линия Джоан разворачивается спустя девять лет после убийств, и Джоан и есть повзрослевшая Кэт. Она входит в бойлерную с отрезанными головами. Там пусто, и бойлер не работает.
Покинув школу и выйдя на дорогу, Кэт, оставшись в полном одиночестве, кричит и начинает рыдать.

## В ролях
- Кирнан Шипка — Кэтрин
- Люси Бойнтон — Роуз
- Эмма Робертс — Джоан
- Лорен Холли — Линда, мать Роуз
- Джеймс Ремар — Билл, отец Роуз
- Питер Джеймс Хаворт — Мистер Гордон, директор школы
- Грег Эллванд — Отец Брайан, священник
- Элена Крауш — Мисс Прескотт
- Хизер Тодд Митчелл — Мисс Дрейк

## Съёмки
Фильм был целиком снят в Кемптвилле, штат Онтарио, неподалёку от Оттавы. Съёмочная группа расположилась в сельскохозяйственном колледже, где было мало студентов, так что многие помещения были свободны. Съёмки заняли 23 дня.
Исходным названием фильма было «Февраль»: по мнению Перкинса, в данном случае название временного промежутка выступало как своего рода локация, которую можно было бы посетить ещё раз и которая вызывает определённый душевный настрой. Однако дистрибьютер фильма позже предложил выбрать название, которое в большей степени намекало бы на жанр, и «Дочь человека в чёрном пальто» показалось подходящим, поскольку «blackcoat» можно было понять и как священника, и как отца, и как дьявола. На две стихотворные строки, содержащие это сочетание (Beetle beetle, blackcoat’s daughter, what was in the holy water?), Элвис Перкинс написал музыку; они звучат в начале и в конце фильма.

## Отзывы
По свидетельству режиссёра, ему хотелось рассказать в фильме грустную историю (to tell a sad story), и его фильм — об утрате, пережитой девушкой, которая делает множество плохих вещей, чтобы не чувствовать себя одинокой, однако в конце концов осознаёт полную оставленность и пустоту. Однако для более необычного эффекта Перкинс решил снять фильм в жанре психологического хоррора, спрятав в нём историю об утрате, как греки спрятались в троянском коне. По словам Перкинса, для обоих его первых фильмов верно, что основной упор в них сделан на изображении одиноких, сломленных людей, которые многое потеряли (portraits of lonely, broken people who have lost a lot).